# Bertizarana
Bertizarana (spanisch Bértiz-Arana) ist eine spanische Gemeinde (municipio) in der Comunidad Foral de Navarra mit 654 Einwohnern (Stand: 2024). Die Gemeinde besteht aus den Ortschaften Ceberia, Legasa, Santa Leocadia, Navarte, Tipúlaz, Oyeregui und Señorío de Bertiz. Verwaltungssitz und Hauptort der Gemeinde ist Navarte.

## Lage
Bertizarana liegt etwa 40 Kilometer nördlich von Pamplona (Iruna) in einer Höhe von ca. 135 m am Fluss Baztan. Im Gemeindegebiet liegt der Naturpark Señorío de Bértiz.

## Sehenswürdigkeiten

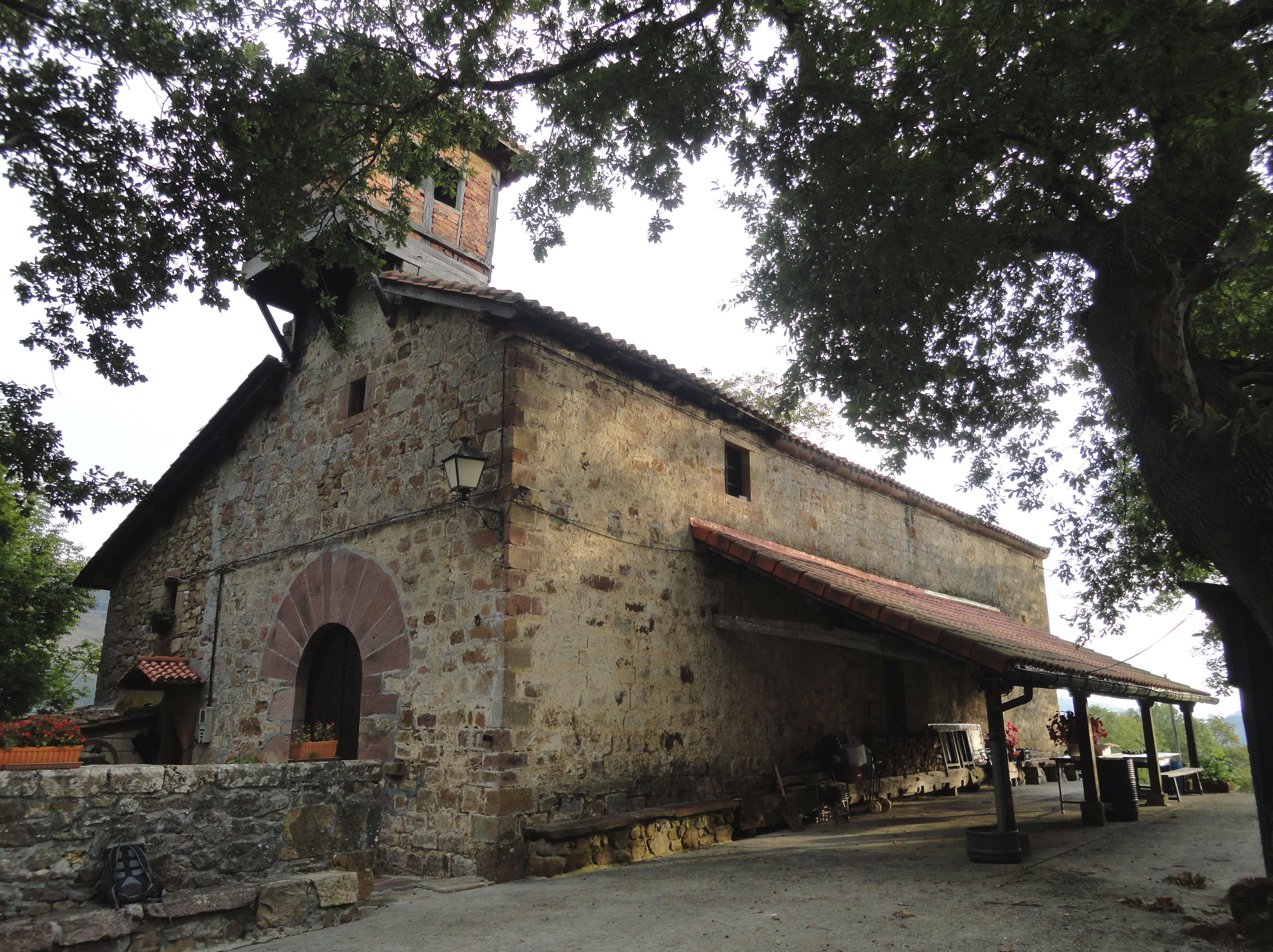
Leocadiakapelle

- Leocadiakapelle